# 박철호 (예술가)
‘’‘박철호’’’(Park Chulho, 朴徹鎬, 1975년 ~ )는 대한민국의 시각 예술가이다. 작가가 직접 쓴 이야기를 바탕으로 사진, 회화, 설치, 퍼포먼스, 영상, 연극, 영화 등 장르 간 경계를 자유롭게 넘나드는 작업을 보여준다. 정규 미술 교육을 받지 않았으나, 현장 경험과 더불어 어린 시절부터 만화·영화·작품집 등을 탐독하며 고유한 조형 언어를 형성해왔다. 그는 형식보다 감정과 사유의 전달을 우선한다. 일상 사물과 산업 폐기물, 믿음과 인지, 규범과 자유, 분류와 경계, 대중문화의 이차 생산물 등 이질적인 요소들을 조합해 이야기가 가지고 있는 서사를 비선형적 영화 구성과 연극적 설치가 결합된 전시 형식으로 이끌어낸다. 현실에 대한 비판적 질문을 해학적으로 제시하고, 작품들 간의 유기적 조응과 독립성을 동시에 허용하는 개방적 구조를 지향한다. 최근에는 변화하는 미디어 생태 속에서 영상과 영화의 경계를 넘나드는 하이브리드 형식을 실험하고 있으며, 산업 폐기물을 활용한 스펙타클한 거리극과 공연을 준비 중이다.
"박철호의 플롯들은 매우 개인적이어서 논리적으로 납득하기 어렵지만, 독립된 화자들을 상호변론하게 하는 방식으로 서사를 메꿔낸다. 이는 전체가 부분을 설명하는 방식으로, 작가는 상징의 유격을 확보하는 데 성공했다. 그는 박철호의 작업이 관객을 스펙타클 안으로 끌어들이며, 관객이 신실한 신도가 되어야만 한다고 강조한다" ― 김남수

## 생애 및 활동
박철호는 2000년대 초반 사진 작업을 통해 예술 활동을 시작했다. 초기에는 회화적 접근이 두드러지는 사진을 주로 다루었으며 포토그램과 몽타주, 연극적으로 연출된 사진 등 형식 실험을 지속해왔다. 그는 사진이라는 매체 자체를 탐구하기 보다, 사진 매체의 우회적 가능성과 서사적 재가공에 더 깊은 관심을 두었다. 사진 작업을 하는 동안에도 드로잉을 손에서 놓지 않았고, 예술가들의 작품집을 탐독하며 미술 언어를 스스로 익혔다. 당시에는 사진 영역에 국한하여 활동했기 때문에 시각 예술가로서의 이력이 없었지만, 주변의 평가는 그가 준비되어있다고 여겼고, 2009년 개인전의 기회를 우연히 얻게 되며 설치와 다매체 작업으로의 전환점을 맞았다. 
그는 2009년 열린 개인전 《Do》를 통해 본격적으로 다매체 설치와 퍼포먼스로 전환하였다. 2010년 개인전 《Becoming》 이후 박철호는 개인전을 무리하게 이어가기보다는, 자신이 왜 작업을 하는지를 깊이 탐구하는 시간을 갖기로 했다. 그 시간동안 그는 초청받은 전시는 반드시 참여하고 어떤 전시든 반드시 신작으로 참여한다는 원칙을 세우고 꾸준히 실천했다. 이 시기 그는 사회적 기억과 재난의 감각을 시각화하는 데 집중했으며, 점차 자본주의 시스템과 인간 욕망, 종교적 모티프, 대중매체와 온라인 밈 문화를 다룬 작업 등으로 확장해 나갔다. 2019년에는 폐가전 TV 100여대의 패널을 활용한 설치작품 〈Black Water〉를 발표하며 물질적 잔여물과 한국 사회의 정신적 풍경을 연결하는 시도를 했다.
2009년 첫 개인전 이후 박철호는 동료들과 ‘JH프로젝트’를 결성해 ‘LIE’ 연작을 선보였다. 보도사진 도록을 오려 인물들을 일으켜 세우고 다양한 물성을 교차시켜 다시 사진으로 찍어낸 이 작업은, ‘LIFE’지에서 ‘F’를 지운 것과 같이 편집되어 보여지는 삶의 거짓된 국면을 드러낸다. 연극적 연출을 통해 진실처럼 소비되는 이미지에 상상력의 틈을 내며, 보도사진의 진실성에 비판적으로 접근한 이 연작은 2014년까지 이어졌다. 상업사진을 찍던 박철호는 사진가 최광호를 만나게 되어 사진계와의 접점을 형성했고 예술가들과의 관계를 이어갔다. 이후 인디아트홀 공이 개관하면서 그는 공간을 중심으로 동료들과 협업했다. 
“자신의 삶과 붙어있는 작품을 만들어내는 사람이 좋은 작가다. 현실과 동떨어져 있거나 낭만적인 이야기만 하는 것은 예술의 몫이 아니다”  ― 박철호

박철호는 자신에 대한 지속적인 탐구를 바탕으로, 자전적 서사와 사회적 현상을 교차하는 내러티브를 구축한다. 2020년, 조병희 대표의 권유로 10여 년 만에 인디아트홀 공에서 개인전 《당매》를 열게 되었다. 이 전시는 작가가 자라온 유년의 공간과 기억, 그리고 역사적 사건들을 바탕으로, 인간 개인과 사회의 변화가 어떻게 맞물리는 지 탐색하며, 자신의 전기적 서사가 예술 안에서 어떤 정신적 태도로 환원될 수 있는지를 보여주었다. 2021년 개인전 《적대자》(스페이스 나인)에서는 자신의 근원적 정체성인 부모의 서사와 함께, 증오·분노·환경·부조리 등 사회적 모순을 병렬적으로 배치하여 응축된 감정의 구조를 시각화 했다.
“예술은 자로 잰 듯 만들어지지도, 계획대로도 되지 않는다. 때로는 실수했을 때 그것을 고쳐나가면서 새로운 작품을 만들기도 한다”  ― 박철호

이어 2022년에는 유기태 디렉터의 초대로 서울에 위치한 플레이스막 1·2·3 전관을 연결하는 개인전 《교란종》을 열었다. “인간은 스스로의 존재를 어떻게 인식하는가”라는 질문을 중심에 두고 신앙, 광기, 용서의 경계를 탐색했다. 이 전시는 이발소, 무속, 예배 공간 등 비현실적 설정을 통해 구성된 서사를 회화, 설치, 영상 등 다양한 매체로 확장한 결과다. 사용된 모든 오브제는 폐기물에서 수집된 것이며, 이 중에는 폐스티로폼 재활용 소재인 잉고트(ingot)을 활용한 설치 작업도 포함되었다. 박철호는 《당매》(2020), 《적대자》(2021), 《교란종》(2022)을 자전적 근간과 존재론적 탐구가 응축된 '삼부작'으로 간주하며, 이들을 자신의 작업 세계의 핵심 구조로 제시하고 있다. 
2023년 박철호는 《Atomic Boy: The Greatest on Earth》를 통해 인간, 기술, 장애, 그리고 국가 제도에 대한 은유가 교차하는 복합 설치극을 선보였다. 이 작업에서 그는 ‘로봇 서커스단’이라는 허구의 서사를 바탕으로, 고도로 정제된 인공지능 기술이 장애 정체성과 만날 때 발생하는 감정적 충돌의 현상 "합선"을 시각화 했다. 평론가 곽영빈은 이 전시에 대해 “자살한 로봇의 심장을 이식받은 존재가 실제로는 다운증후군을 가진 발달장애 예술가”라는 설정이, 기술과 인간, 완전성과 결핍에 대한 통념을 근원적으로 뒤흔드는 지점이라고 평했다. 이는 완벽한 로봇과 인간의 불완전성이 뒤엉킨 상징 구조 속에서, 이른바 ‘신의 실수’로 여겨지는 염색체의 변이를 긍정하는 시선으로 읽힌다.
"최근 AI를 다룬다는 미명 하에 지루하게 반복되고, 그 결과 정당하게 망각된 수많은 작업들을 떠올려 주는 이 클리세의 불안감은, 그러나 자살한 로봇의 심장을 이식받은 존재인 희토(픽셀킴)가 실제 발달장애(다운신드롬) 작가'라는 사실을 통해 근원적으로 '합선'을 일으킨다. 어떤 의미에서? '완벽'한 로봇이나 AI와 달리 대개 '인간을 인간답게' 만드는 특성으로 간주되는 '실수'가―소위 '신의 실수'란 관념을 불러 일으키기도 하는―'염색체 이상'의 (외설적)산물로 제시된다는 의미에서"  ― 곽영빈

〈Atomic Boy: The Recent Show on Earth〉(2023)에서 등장하는 관객의 감정을 감지해 자폭하는 서커스 단원 ‘써밋’이나, 트랜스젠더 수술을 집도하는 외과의사 ‘남부타스 박사’가 기억을 이식하는 수술까지 연결 시키는 장면은 신체 정체성과 재현의 불확정성을 드러내는 상징적 장치로 기능한다. 박철호는 여기에 태국, 프랑스, 한국 등 서로 다른 문화와 언어를 뒤섞으며, 국적·성별·장애 유무의 경계를 흐리는 세계를 제시한다. 전시 후반부에 배치된 설치작품 〈녹슨 젖〉(2023)은 〈다친 고라니를 안은 여자〉(2022)에 이어 미켈란젤로의 피에타를 변주한 작업으로, 전면부에 삽입된 전기밥솥의 전자기판, 밥그릇으로 된 대천문, 녹슨 수도관으로 표현한 젖가슴, 폭발한 써밋 〈감전사〉(2023)을 안고 있는 원숭이 마리아의 모습에는 돌봄과 회한, 육체와 구원의 모티프가 응축되어 있다. 물성의 측면에서도 잉고트 조각의 형태가 한층 구체화되었으며, 이전의 〈교란종〉(2022)이 장편 소설과 옴니버스 형식의 영상으로 구성되었다면, 〈Atomic Boy: The Recent Show on Earth〉는 시퀀스를 직접적으로 드러내는 영상 중심의 전시로 제시했다. 《Atomic Boy》는 박철호가 지속적으로 추구해온 ‘기억의 연극화’와 ‘서사로 구성된 설치’라는 조형 실험이 심화된 결과물이자, 존재론적 질문과 동시대 기술 담론이 만나는 지점에서 독자적 언어를 구축한 전시로 평가된다.
박철호는 설치와 영상 작업 이외에도 연극적 형식을 기반으로 한 퍼포먼스를 지속적으로 확장해왔다. 서찬석과 함께한 만담극 형식의 퍼포먼스 〈로우 블로〉(2019)는 유머와 언어 유희를 통해 사회의 부조리와 남성의 성적 영역을 유머러스하게 풀어 낸 작업이며, 배우의 동선과 함께 관객이 이동하는 형태의 연극 〈색맹자들〉(2021)은 극과 디제잉을 교차시키는 실험적 공연으로 주목받았다. 또한 한국의 판소리와 서커스 형식을 배치하고 대중의 소비로부터 생산되고 버려진 산업 폐기물의 덩어리감을 직관적으로 제시를 결합한 거리 공연 〈성수 인당수〉(2023)는 기존 무대와는 다른 차원에서 관객의 참여와 해석을 유도했다. 이 작품들은 박철호가 연극적 구성과 서사, 공간의 재배치를 통해 감각적 사유를 수행하는 방식의 연장선에 있으며, 그의 퍼포먼스 작업이 단발성 사건이 아닌 장기적인 조형 실험으로 자리 잡고 있음을 보여준다.

## 개인전
- 《Do》 Gana Art Space, Seoul (2009)
- 《Becoming》 Gana Insa Art Center, Seoul (2010)
- 《Dangmae》 Indi Art-Hall Gong, Seoul (2020)
- 《Antagonist》 Space9, Seoul (2021)
- 《Disruptor》 PLACEMAK, Seoul (2022)[9]
- 《Wastes for a Quasi-Religious Experience》 Gosaek Newseum, Suwon (2022)
- 《Atomic Boy: The Recent Show on Earth》 Openspace Bae, Busan (2023)
- 《Atomic Boy: The Recent Show on Earth》 Puntoblu, Seoul (2023)

## 주요 전시 및 작품
- 〈My Precious Kids〉 (2012)
- 〈LI(F)E〉 (2012)
- 《JH SHOW》 (2024)
- 〈Sweet Flowers〉 (2015)
- 〈Byeongmat Folding Screen〉 (2015)
- 〈How to Remember〉 (2015)
- 〈Poursuivants〉 (2016)
- 〈Growing Pain〉 (2016)
- 〈Sun and Moon and Five Peaks〉 (2016)
- 《Inland Body》 (2016)
- 〈Suicide Pig〉 (2017)[10]
- 〈一切唯心造〉 (2017)
- 〈Prayer for Selective Carnism〉 (2017)
- 〈Meme Clothes〉 (2017)
- 〈Reverse Wallpaper〉 (2017)
- 〈Villains〉 (2017)
- 〈Line of God〉 (2017)
- 〈Fries〉 (2017)
- 〈The Bier〉 (2018)
- 《Media Rhapsody》 (2019)[11]
- 《LOW BLOW》 (2019)
- 《You’ve got a plan》 (2019)
- 〈Black Water〉 (2019)
- 〈Sheep’s Meal〉 (2019)
- 〈Green Quartz〉 (2020)
- 〈Dining Room 2046〉 (2020)[12]
- 〈Genocida-cene〉 (2021)
- 〈Luncheon on the Pool〉 (2021)[13]
- 〈Color Blindness〉 (2021)
- 《The Time of Sub-Character》 (2021)[14]
- 〈Raccoon Story〉 (2021)
- 〈The Circus〉 (2021)
- 〈Syndrome of Omphalós〉 (2021)
- 〈7 Aliens〉 (2023)
- 〈Seongsu Indangsu〉 (2023)
- 《Sang-ho admirális története》 (2024)[15][16]

## 웹 페이지
- 박철호 공식 웹 페이지

## 영상 자료
- 박철호 공식 유투브 채널
- Park Chulho's Artist Talk with Oh Jaewoo
- LOW BLOW - Space 9 - 박철호, 서찬석
- 박철호_쇼카마 이야기 (부분)_single channel_3’39”_2020
- 안산공공미술프로젝트 우리동네미술 박철호 〈난달나무〉
- 《부캐 시대》 고물수집하는 설치작가 '박철호'
- bac 순천아트페어 익스페디션 순천 〈녹수정〉 인터뷰
- 박철호 《적대자》 전시 오프닝 공연, 모던가야그머 정민아
- 시장 한가운데서 만나는 전시 박철호 개인전 《교란종》 1부
- 짜임새가 있던 전시 박철호 개인전 ≪교란종≫ 2부
- 오픈스페이스 배 《아토믹 보이: 지상 최근의 쇼》 리뷰
- 오픈스페이스 배 작가와의 대화 | 박철호 작가 / Artist Talk | Park Chulho
- 이음 예술창작 아카데미 '2022 이음캠프' 박철호 작가
- 갤러리 아리랑 《어떤 도감》 리뷰
- 전북도립미술관 《미디어 랩소디》 메이킹 필름

## 평가
박철호의 작업은 전통적 전시 형식을 해체하고, 신체와 오브제, 기억과 잔해를 통해 감각적이고 철학적인 ‘배치된 사유’를 유도한다. 그는 공식 학력을 갖추지 않았지만 독학과 작업 현장을 기반으로 한 예술 세계를 구축했으며, 제도 미술계와 대중 문화 모두를 비판적 시선으로 관통하는 작가로 평가된다.

## 참고 문헌
1. ↑  “월간미술 포커스/동향 이것은 쓰레기가 아니다  (5) 천억불자원 박 부장의 일일 – 박철호 작가”. 더아트로.
2. ↑  “박철호 개인전 《교란종》”. PLACEMAK.
3. 1 2  “[기획] 버려진 물건에서 새로운 가치를 찾다”. 인천투데이.
4. ↑  “박철호 개인전 《당매》”. 공간투(인디아트홀공).
5. ↑  “작업을 통해 정치적 유머를 시각화하다: 박철호 인터뷰”. Open Arts News 블로그.
6. 1 2  “실수의 자연사, 또는 포스트 휴먼 신학의 오래된 미래 〈예술과 기술의 자연사 입문〉 티저3”. 곽영빈 네이버 블로그.
7. ↑  “박철호 개인전 《아토믹 보이: 지상 최근의 쇼》 성수동 '뿐또블루' 유람”. 예술에 빠지다 브런치 스토리.
8. ↑  “오픈스페이스 배, 박철호 개인전 《아토믹 보이: 지상 최근의 쇼》”. 국제신문.
9. ↑  “박철호 《교란종》 리뷰”. 신현진 네이버 블로그.
10. ↑  “['미디어 랩소디' 展] 자살돼지”. 전북일보.
11. ↑  “한국 미디어아트, 어제와 오늘 ‘한눈에’”. 전북일보.
12. ↑  “연극·시각예술·무용으로 풀어낸 질병…'지구인을 위한 질병관리본부'展”. 이투데이.
13. ↑  “부여아트페어 클로징 퍼포먼스 '물밭 위의 식사' 박철호X신재은”. 문화뉴스.
14. ↑  “《부캐시대》”. 아트렉쳐.
15. ↑  “Sang-ho admirális szövetségesei Pixel Kim és Park Chulho helyspecifikus művészeti projektje”. ujmuveszet.
16. ↑  “고통을 통해 획득한 《상호장군 이야기》 / 김보슬”. 웹진 한국연구.